# Championnat du Koweït de football 2013-2014
Navigation
Saison précédente Saison suivante
La saison 2013-2014 du Championnat du Koweït de football est la cinquante-deuxième édition du championnat de première division au Koweït. La Premier League regroupe les quatorze meilleurs clubs du pays, regroupés au sein d'une poule unique où ils s'affrontent deux fois au cours de la saison, à domicile et à l'extérieur. À l'issue du championnat, il n'y a ni promotion, ni relégation en fin de saison.
Le championnat a été élargi à 14 équipes, à la suite de la décision prise durant l'été 2013 par la fédération koweïtienne. Les deux clubs relégués en fin de saison dernière sont également repêchés et l'ensemble des clubs de First Division sont promus.
Les deux premiers à l'issue de la saison se qualifient pour la phase de poules de Coupe de l'AFC 2015.
C'est le club de Al-Qadsia qui est sacré champion du Koweït cette saison après avoir terminé en tête du classement final, avec quatre points d'avance sur Al-Kuwait et sept sur Al-Jahra. Il s'agit du seizième titre de champion de l'histoire du club.

## Équipes

### Participants et locations
Légende des couleurs
- Phase de groupes de la Coupe de l'AFC 2014
- Phase de groupes de la Coupe de l'UAFA 2013-2014
- Promu de First Division

| Club           | Ville                     | Stade                          | Capacité |
| -------------- | ------------------------- | ------------------------------ | -------- |
| Al-Arabi       | Koweït City (Mansuriyah)  | Stade Sabah Al-Salem           | 22 000   |
| Al-Fehayheel   | Koweït City (Fehayheel)   | Stade Nayif Daboos             | 3 000    |
| Al-Jahra       | Al-Jahra                  | Stade Al-Shabab Mubarak Alaiar | 17 000   |
| Al-Kuwait      | Koweït City (Kaifan)      | Stade Al-Kuwait SC             | 18 500   |
| Al-Nasr        | Al-Farwaniyah (Ardiya)    | Stade Ali Al-Salem Al-Sabah    | 10 000   |
| Al-Qadsia      | Koweït City (Hawalli)     | Stade Mohammed Al-Hamad        | 22 000   |
| Al-Sahel       | Abou Halifa               | Stade Abou Halifa              | 5 000    |
| Al-Salmiya     | Al-Salmiya                | Stade Thamir                   | 16 105   |
| Al-Shabab      | Al-Ahmadi                 | Stade Al-Ahmadi                | 18 000   |
| Al-Salibikhaet | Koweït City (Salibikhaet) | Stade Al-Salibikhaet           | 7 000    |
| Al-Tadamon     | Farwaniya                 | Stade Farwaniya                | 14 000   |
| Kazma          | Koweït City (Adiliya)     | Stade Al-Sadaqua Walsalam      | 21 500   |
| Khaitan        | Koweït City (Khaitan)     | Stade Khaitan                  | 3 000    |
| Al-Yarmouk     | Koweït City (Mishref)     | Stade Mishref                  | 12 000   |

## Compétition

### Classement
Le barème utilisé pour établir le classement est le suivant :
- Victoire : 3 points
- Match nul : 1 point
- Défaite : 0 point

| Rang | Équipe         | Pts | J  | G  | N | P  | Bp | Bc | Diff |
| ---- | -------------- | --- | -- | -- | - | -- | -- | -- | ---- |
| 1    | Al-Qadsia      | 68  | 26 | 21 | 5 | 0  | 66 | 14 | +52  |
| 2    | Al-KuwaitC     | 64  | 26 | 20 | 4 | 2  | 67 | 19 | +48  |
| 3    | Al-Jahra       | 55  | 26 | 17 | 4 | 5  | 46 | 35 | +11  |
| 4    | Kazma          | 52  | 26 | 15 | 7 | 4  | 42 | 26 | +16  |
| 5    | Al-ArabiT      | 43  | 26 | 12 | 7 | 7  | 53 | 29 | +24  |
| 6    | Al-Salmiya     | 37  | 26 | 11 | 4 | 11 | 54 | 47 | +7   |
| 7    | Al-TadamonP    | 36  | 26 | 11 | 3 | 12 | 45 | 47 | -2   |
| 8    | Al-Nasr        | 33  | 26 | 9  | 6 | 11 | 40 | 42 | -2   |
| 9    | KhaitanP       | 28  | 26 | 8  | 4 | 14 | 23 | 44 | -21  |
| 10   | Al-YarmoukP    | 27  | 26 | 7  | 6 | 13 | 21 | 41 | -20  |
| 11   | Al-Salibikhaet | 19  | 26 | 4  | 7 | 15 | 27 | 51 | -24  |
| 12   | Al-ShababP     | 18  | 26 | 4  | 6 | 16 | 19 | 48 | -29  |
| 13   | Al-SahelP      | 18  | 26 | 5  | 3 | 18 | 28 | 51 | -23  |
| 14   | Al-FehayheelP  | 13  | 26 | 3  | 4 | 19 | 21 | 58 | -37  |

| Légende : Qualifications et relégations | Légende : Qualifications et relégations                                           |
| --------------------------------------- | --------------------------------------------------------------------------------- |
|                                         | Qualification pour la Ligue des champions de l'AFC 2015                           |
|                                         | Qualification pour la Coupe de l'AFC 2015                                         |
|                                         | Qualification pour la Coupe du golfe des clubs champions 2015                     |
|                                         | T : Tenant du titre 2012-2013 P : Promu de D2 C : Vainqueur de la Coupe du Koweït |

## Bilan de la saison
| Championnat du Koweït de football 2013-2014 |                       |
| Champion                                    | Al-Qadsia (16e titre) |
| Coupes et trophées                          |                       |
| Vainqueur de la Coupe du Koweït 2013-2014   | Al-Kuwait             |
| Qualifications continentales                |                       |
| Ligue des champions de l'AFC 2015           | Al-Qadsia             |
| Coupe de l'AFC 2015                         | Al-Kuwait             |
| Coupe du golfe des clubs champions 2015     | Al-Jahra              |
| Coupe du golfe des clubs champions 2015     | Kazma SC              |
| Promotions et relégations                   |                       |
| Promus en Premier League                    | Aucun                 |
| Relégués en First Division                  | Aucun                 |